# Couvent de la Visitation (Second)
Pour les articles homonymes, voir Couvent de la Visitation.
Le second couvent de la Visitation est un ancien édifice situé dans le quartier Est de Rouen, à l'emplacement de l'actuel lycée Jeanne-d'Arc.

## Historique
Une lettre du roi Louis XIII donne la permission aux religieuses de la Visitation l'établissement d'un deuxième couvent à Rouen, le 24 décembre 1641. Sept sœurs issues du couvent de la rue Beauvoisine s'installent le 4 mai 1642 à côté du couvent des Capucins, au croisement des rues des Capucins et de Sainte-Geneviève-du-Mont.
Le 6 juin 1643, la chapelle dédiée à Saint-Joseph est bénie par M. le Pigny, archidiacre de la cathédrale de Rouen. Les bâtiments conventuels sont construits de 1669 à 1673. La chapelle du Sacré-Cœur construite de 1735 à 1741, succède à la chapelle Saint-Joseph, construite en bois. Le couvent bénéficiait de jardins en terrasse, comme celui du couvent des Capucins, dus à la supérieure Louise-Antoinette Colbert.
En 1791, le couvent compte la supérieure, 36 religieuses professes, 8 sœurs converses, 3 sœurs tourières professes et 3 sœurs novices. Supprimé à la Révolution, le couvent est fermé en 1792. L'église est démolie vers 1800. Après la Révolution, les Visitandines reviennent et reconstruisent une église en 1824. Remaniée par Jacques-Eugène Barthélémy, elle est achevée en 1876.
En avril 1970, le couvent ferme et est détruit pour laisser la place au lycée Jeanne-d'Arc. Il reste aujourd'hui du couvent les terrasses et une chapelle funéraire.

## Liste des abbesses
- Mère Françoise Marie Hélis 1642
- Anne Louise Druel 1650
- Claude Aspérance Jousse 1662, 1663
- Marie Élisabeth de Vavembault 1660, 1665-1667
- Louise Antoinette Colbert 1673
- Mère Alexis de la Bare 1691
- Marie-Gabrielle Voisin 1692
- Marie Aimé Voisin 1710-1714, 1725
- Anne-Catherine Aubourg 1719-1720, 1727, 1732-1736
- Marie-Euphrasie Le Masson 1788
- Mère Marie-Angélique Bordier 1781-1782, 1790-1791